# Congres (Jehova's getuigen)

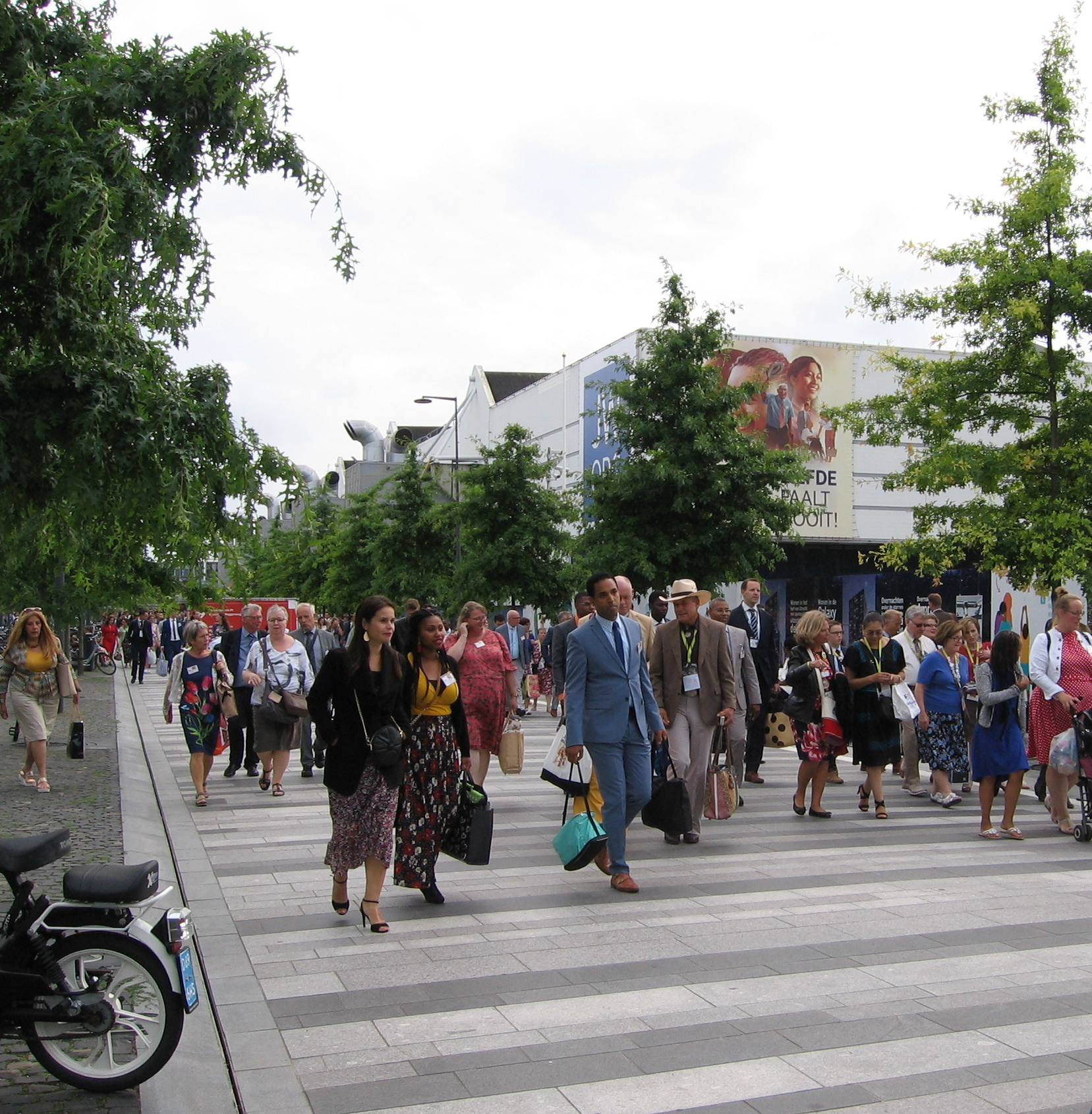
Jehova's getuigen verlaten het ‘Liefde faalt nooit!’-congres in Utrecht op 2 augustus 2019

Jehova's getuigen houden jaarlijks regionale congressen met het oogmerk up-to-date Bijbels onderwijs te geven. Majeure wijzigingen in het leerstellige stelsel van Jehova's getuigen worden (vooral) aangekondigd op regionale congressen. In Nederland vinden jaarlijks ongeveer 10 regionale congressen plaats in de congreshal in Swifterbant. Naast het bewaren van leerstellige uniformiteit is ook het sociale aspect belangrijk voor Jehova's getuigen. Voor en na het programma en in de pauze bestaat de gelegenheid de sociale banden aan te halen.
Elke vijf jaar worden er ook internationale congressen gehouden. Delegaties van verschillende landen wonen dan zo'n congres bij.

## Organisatie
Het programma wordt inhoudelijk voorbereid onder supervisie van het Besturend Lichaam, het leerstellige hoofdbestuur van Jehova's getuigen. De organisatie van het congres is in handen van de Congres Organisatie van de betreffende regio, waarbij wordt opgetreden namens de rechtspersoon "Wachttoren-, Bijbel- en Traktaatgenootschap" (dat ook de publicaties van Jehova's getuigen uitgeeft en drukt).
Toegang tot de congressen is gratis. De kosten van de congressen worden gedekt door vrijwillige bijdragen; er is geen collecte, maar op diverse plaatsen worden bussen geplaatst waarin bezoekers geld kunnen deponeren. Leden van de geloofsgemeenschap kunnen van niet-leden worden onderscheiden door een zogenaamd Lapelkaartje, een naambordje waarop ook de gemeente vermeld wordt en het thema van het congres.

## Geschiedenis
Oorspronkelijk waren de congressen uitsluitend bedoeld voor de Bijbelonderzoekers en werden buitenstaanders niet uitgenodigd. De datum waarop de congressen werden gehouden, viel samen met de viering van het Avondmaal en de congressen werden gehouden in Allegheny, Pennsylvania, (Verenigde Staten). Het eerste concreet vermelde congres vond plaats van 7 tot en met 14 april 1892, maar de officiële geschiedschrijving van Jehova's getuigen vermeldt dat de congressen al enige tijd werden gehouden. Er waren ongeveer 4000 aanwezigen. Het programma bestond uit 5 dagen Bijbelstudie en nog eens 2 dagen "nuttige raad voor de colporteurs".
In 1893 werd het eerste congres buiten Pittsburgh gehouden, namelijk van 20 tot 24 augustus in Chicago (Illinois). Nadat in 1898 lokale initiatieven werden ontplooid tot het houden van congressen, organiseerde het Wachttorengenootschap er 3 in 1900. Vanaf dat moment bleef het aantal congressen dat werd gehouden stijgen. Deze congressen werden beëindigd met een "liefdesmaaltijd", waarbij de sprekers zich in een rij opstelden met ieder een in dobbelsteentjes gesneden brood in de hand. De toehoorders liepen langs en namen wat van het brood, schudden de sprekers de hand en zongen "Blest Be the Tie That Binds Our Hearts in Christian Love" ("Gezegend zij de band die onze harten in christelijke liefde samenbindt"). Toen het aantal aanwezigen te groot werd, liet men het handen schudden en breken van het brood vervallen, maar bleef het zingen van een lied en eindigen met gebed. Dit is nog altijd de gewoonte van Jehova's getuigen.

## Exegetische betekenis
In de exegese van Jehova's getuigen hebben de congressen die werden gehouden in de periode van 1919 tot en met 1928 grote betekenis. De congressen van 1919 en 1922, beide gehouden in Cedar Point (Ohio), worden gezien als de start van het hedendaagse evangelisatiewerk. De "resoluties" die op de congressen van 1922 tot en met 1928 werden afgekondigd, worden beschouwd als de vervulling van de profetische aankondiging in de vorm van "7 trompetten" in Openbaring 8.

## Programma

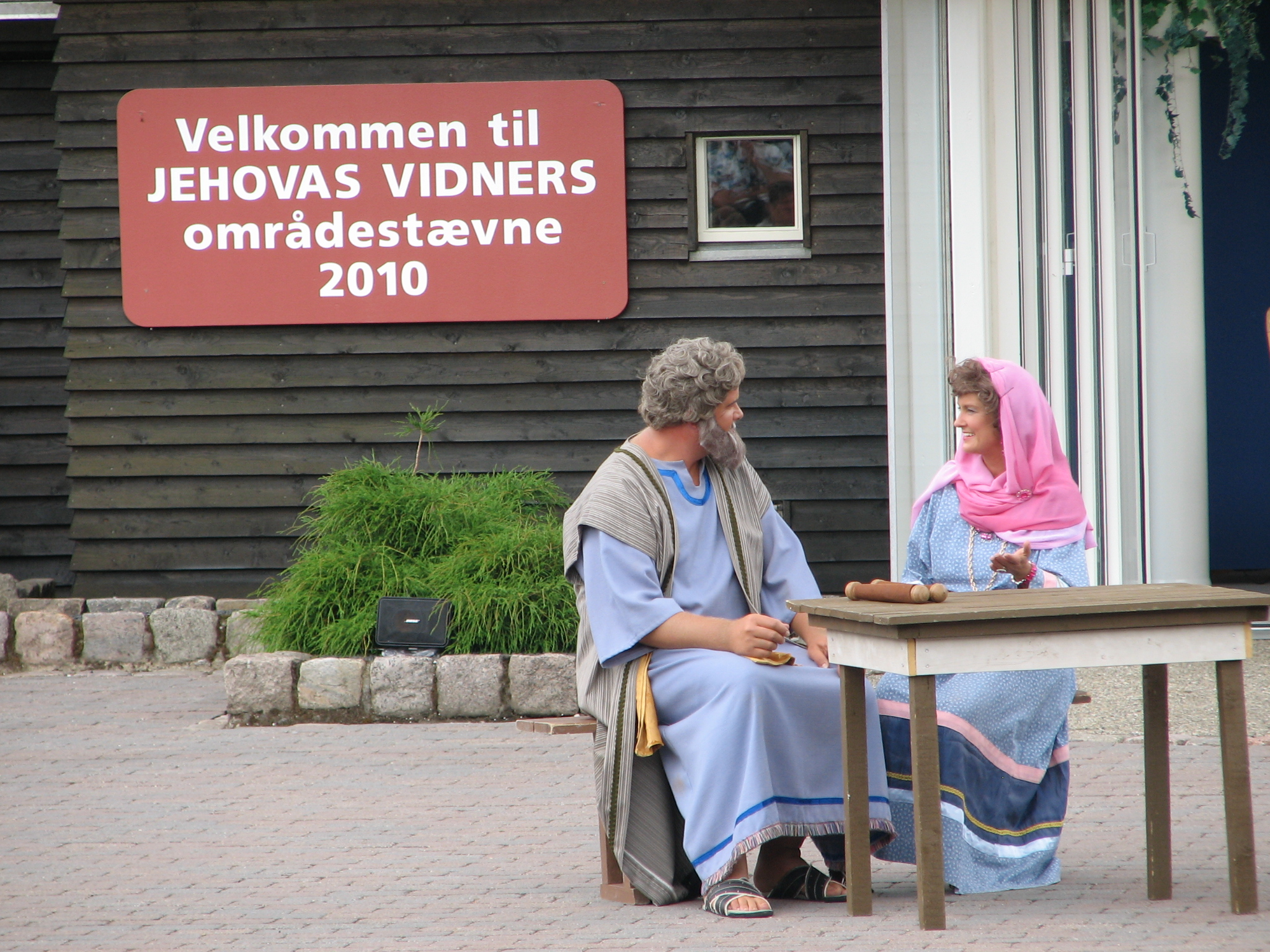
"Drama" (gekostumeerd toneelstuk) op een Deens congres in Silkeborg.

Hoewel er lokale verschillen zijn, is het programma overal op aarde in grote lijnen gelijk. Het programma is in de regel verdeeld over drie dagen in juli en augustus. Het programma begint dagelijks om 9:20 en eindigt ca. 17:00 (ca. 16:00 op de derde dag). Internationale congressen duren soms vier dagen. Het programma van ieder congres bestaat uit:
- iedere dag wordt geopend en geëindigd met een gebed
- lezingen en symposia, onder andere waarbij een nieuwe publicatie wordt vrijgegeven
- het presenteren van ervaringen in de (van-huis-tot-huis) prediking
- per dag worden 6 liederen uit de bundel "Zing Voor Jehovah" gezongen
- Dag twee:
  - doopplechtigheid voor nieuwe leden, inclusief uitspreken van een gebed
  - hoorspel
- Dag drie:
  - openbare toespraak
  - opvoering van een gekostumeerd toneelstuk - in feite een pantomime, aangezien de "toneelspelers" een geluidsband playbacken[6]
  - een samenvatting van een artikel uit De Wachttoren
  - slotlezing door een lid van het landelijke bestuur

De aanwezigen worden geacht de geciteerde Bijbelverzen in hun meegebrachte exemplaar van de Bijbel op te zoeken en mee te lezen terwijl de spreker het voorleest.
Bij de ingang van het congres worden programmaboekjes uitgedeeld, waarin alle onderdelen staan vermeld.

### Thema's
Ieder jaar staat in het teken van een thema, zoals: "Volg Jezus' voorbeeld" (2015), "Blijf eerst Gods Koninkrijk zoeken!" (2014), "Gods koninkrijk komt!" (2011), "Blijf dicht bij Jehovah" (2010) en "Geleid door Gods geest" (2008). Ook iedere dag van een congres heeft een eigen thema, gebaseerd op Bijbelteksten die in ieder onderdeel terugkomen.

## Speciale voorzieningen
1. Doven en slechthorenden: Ten behoeve van doven en slechthorenden zijn bepaalde vakken voorzien van een ringleiding. Vrijwel ieder jaar wordt het programma ook in Nederlandse Gebarentaal verzorgd.
2. Invaliden en minder-validen: Ten behoeve van invaliden en minder-validen zijn er vakken waar ligbedden, tuinstoelen en rolstoelen geplaatst kunnen worden, zodat zij die niet op normale stoelen kunnen zitten, toch het programma zonder problemen kunnen volgen. Voor de ouderen zijn er speciale stoelen.